# سوکوده
سوکوده (انگلیسی: Sokodé) دومین شهر بزرگ توگو و مرکز بخش چائوجو و منطقه مرکزی در مرکز این کشور است. سوکوده در ۳۳۹ کیلومتری شمال لومه، پایتخت توگو، قرار دارد. این شهر با حدود ۱۸۹٫۰۰۰ نفر جمعیت بین رودخانه‌های مو و مونو واقع شده‌است و یک مرکز تجاری برای مناطق کشاورزی اطراف است. 
این شهر چندقومیتی و چندمذهبی است، اما مسلمان در آن اکثریت دارند و این امر در پوشاک بسیاری از مردان که یادآور آفریقای شمالی است نیز دیده می‌شود.